# فيستشغيفت
فيستشغيفت (بالإنجليزية: Festschrift)‏ ويعني: الكتاب التكريمي أو كتاب تكريم الشخصيات المرموقة أو مقالات التكريم أو الكتاب الاحتفالي وهو مصطلح ألماني يُكتب على النحو التالي (بالألمانية:Festschrift) ويعدّ كتاباً معتبراً في الأوساط الأكاديمية وينطق بالألمانية (النطق الألماني: [fɛst.ʃʁɪft]؛ ويلفظ بالجمع: Festschriften [ˈfɛst.ʃʁɪftn̩]) وهو كتاب يكرم شخصًا مرموقاً وخاصة الأكاديمي حيث يقدم فيه مسيرة حياته، يأخذ بشكل عام شكل مجلد محرر ويحتوي على مساهمات من زملاء الشرف والتلاميذ السابقين والأصدقاء، غالبًا ما يُطلق على هذه الكتب أو المجلدات (مقالات الشرف) أو (مقالات التقديم) أو (مقالات التعريف بالشخصية).

## المصطلح
المصطلح مأخوذ من اللغة الألمانية، ويعني حرفيًا «كتابة الاحتفال» وهو مشابه للكتابات التي تطلق في الأعياد، ويمكن ترجمته على أنه «منشور احتفالي» أو «كتابة مقطع أو نص احتفالي». وهناك مصطلح لاتيني بديل يعني حرفياً كتاب الأصدقاء (باللاتينية:Liber amicorum).
وهناك كتاب مشابه لهذا الكتاب وعادة ما يكتب بعد وفاة الشخصية ويسمى (بالألمانية:Gedenkschrift) و (يُنطق [ɡəˈdɛŋkʃʁɪft] ويعني منشور تذكاري أو كتاب تذكاري).
كما يُطلق على المقالات التكريمية التي يتم تجميعها ونشرها على المواقع الإلكترونية على الإنترنت اسم (Webfestschrift) و (تنطق بإضافة [vɛp-] أو [wɛb-])، وهو مصطلح صاغه محررو هذه المقالات ويعود لصاحبه بوريس مارشاك، والذي نشر عبر الإنترنت تحت عنوان (Eran ud Aneran) في أكتوبر/تشرين الأول عام 2003م.

## التاريخ
نشأ هذا التقليد الأوروبي في ألمانيا قبل الحرب العالمية الأولى، وتم نقل هذا التقليد الأوروبي لتكريم الإنجازات الخاصة في مجال العلوم والثقافة إلى الولايات المتحدة من قبل العلماء الذين فروا من النازيين.
وفي النصف الثاني من القرن العشرين أصبحت هذه الممارسة مستخدمة دوليًا، ونظرًا لعدم استخدام مصطلح لها في اللغة الإنجليزية لمثل هذا الكتاب للاحتفال بمناسبة خاصة، فقد تم دمج هذا المصطلح الألماني (Festschrift) في اللغة الإنجليزية وغالبًا ما يتم استخدامه بدون الخط المائل الذي يعني أنه مصطلح أجنبي، ويذكر أن هذا المصطلح يكتب حرفه الأول كبيراً كعادة تم المحافظة عليها عند نقلها من الألمانية. قد يكون جمعها إما (Festschriften) من اللغة الأصلية أو بالطريقة الإنكليزية بإضافة حرف s نهاية الكلمة لتكون (Festschrifts).